# Camillo Mazzella
Camillo Mazzella, S.J. (Vitulano, 10 de fevereiro de 1833 – Roma, 26 de março de 1900) foi um cardeal italiano da Igreja Católica, prefeito da Sagrada Congregação dos Ritos.

## Biografia
De família abastada, era filho de Muzio Mazzella e Eugenia Marcarelli. Dois de seus irmãos, Ernesto, seu gêmeo e Pietro, também se tornaram padres; o primeiro foi arcebispo de Bari de 1833 até sua morte; e este último também ingressou na Companhia de Jesus. Seu irmão Paolo (1844-1917) foi juiz, primeiro presidente do Tribunal de Cassação de Florença (1912-1917) e senador do Reino em 1912. Seu sobrinho, Orazio Mazzella (1860-1939), também foi arcebispo.
Seus estudos primários foram com um tutor em casa e, na sequência, os gêmeos entraram no Seminário de Benevento quando tinham dez ou onze anos. Depois Camillo estudou no Noviciado Jesuíta de La Conocchia, em Nápoles; no Colégio Jesuíta de Cosenza; Escolasticado Jesuíta de Fourvière, na França e na Casa Jesuíta de Santo Eusébio, de Roma.
Foi ordenado padre em 8 de setembro de 1855, em Benevento, pelo Arcebispo Camillo Siciliano di Rende de Benevento, com dispensa do Papa Pio IX por ainda não ter atingido a idade canônica. Realizou trabalho pastoral na igreja paroquial de Vitulano, entre 1855 e 1857. Ele e seu irmão gêmeo eram cônegos desta igreja porque dois de seus cônegos fundadores eram seus ancestrais e estava à disposição da família.
Ingressou na Companhia de Jesus em 4 de setembro de 1857. Fez sua profissão religiosa em 5 de setembro de 1859 e seus votos perpétuos, em 2 de fevereiro de 1869. Tornou-se membro do corpo docente do Escolasticado Jesuíta de Fourvière, entre 1861 e 1867, quando se tornou membro do corpo docente da Universidade de Georgetown, em Washington D.C., até 1869, quando se tornou membro do corpo docente do College of the Sacred Heart, em Woodstock, Maryland, entre 1869 e 1875. Foi também consultor da província jesuíta de Maryland entre 1872 e 1875 e, de volta a Roma, membro do corpo docente do Collegio Romano, entre 1878 e 1886.
Foi criado cardeal pelo Papa Leão XIII, no Consistório de 7 de junho de 1886, recebendo o barrete vermelho e o título de cardeal-diácono de Santo Adriano no Fórum em 10 de junho do mesmo ano.
Foi nomeado Prefeito da Sagrada Congregação do Índice dos Livros proibidos, cargo que exerceu de 20 de fevereiro de 1889 a 22 de junho de 1893, quando passou a ser Prefeito da Sagrada Congregação de Estudos até 15 de junho de 1897. Optou pela ordem dos cardeais-padres e pelo título de Santa Maria na Traspontina, em 22 de junho de 1896.
Nomeado cardeal-bispo de Palestrina em 19 de abril de 1897, foi consagrado em 8 de maio, em Roma por Lucido Maria Parocchi, Cardeal Vigário de Roma, coadjuvado por Casimiro Gennari, assessor da Suprema Congregação do Santo Ofício, e por Orazio Mazzella, bispo auxiliar de Bari, seu sobrinho. Seu irmão gêmeo, Ernesto Mazzella, arcebispo de Bari, estava presente.
Foi nomeado Prefeito da Sagrada Congregação dos Ritos de 15 de junho de 1897 até sua morte. Ele foi o único cardeal jesuíta a se tornar um cardeal-bispo.
Faleceu em 26 de março de 1900, logo após ter recebido o viático, em Roma. Foi velado na igreja de San Bernardo alle Terme e sepultado na capela da Companhia de Jesus no cemitério Campo di Verano.